# Un año más (canción de Mecano)
«Un año más» es el título del tercer sencillo (doble) de la banda española de pop, Mecano, que se extrae del álbum Descanso dominical (1988).

## Características
Este sencillo se promocionó en la radio simultáneamente con el de Mujer contra mujer a partir del día 5 de diciembre de 1988, convirtiéndose en muy poco tiempo en uno de los temas más representativos de los que conforman el álbum.
Es una canción hecha en tecno-pop, compuesta por Ignacio Cano en ritmo de medio-tiempo. La canción habla acerca de la celebración de una Nochevieja desde la Puerta del Sol de Madrid. 
En uno de los párrafos de la letra de la canción, Nacho Cano incluye una breve, pero detallada descripción del instante mismo en que se produce el carillón del Reloj de la Puerta del Sol  y luego, inmediatamente a esto, las doce campanadas propiamente dichas de la hora en punto a la medianoche del 31 de diciembre al 1 de enero.

### Otras versiones
"Un año más" es otro de los temas adaptados al idioma italiano para incluir en el álbum Figlio della Luna con el título "Un anno di più". Conserva la música original pero la letra describe rituales italianos de fin de año sin traducir el original. Esta canción no se publicó como sencillo, ya que los 2 únicos sencillos promocionales que se llegaron a extraer del álbum Figlio della Luna fueron "Croce di lame" y la canción que le da título al álbum, "Figlio della Luna".
En 2019 se realizó una adaptación para el álbum Nuestra Navidad de Univision, donde la interpretaron Carlos Rivera, Reik, Yuri, Pandora, Natalia Jiménez, Ventino, Matisse, Arthur Hanlon y Manuel Medrano.
El 31 de diciembre de 2020, para rendir homenaje a los fallecidos por la pandemia de COVID-19, Nacho Cano interpretó la canción junto a la artista KUVE, en la Puerta del Sol, escenario tradicional de las campanadas de año nuevo.

## Nochevieja de 2020
Hecho insólito y destacado en la historia de las campanadas fue la situación vivida en la Nochevieja de 2020, cuando con motivo de las medidas de distanciamiento social adoptadas a consecuencia de la pandemia de COVID-19, quedó cerrado el acceso al público a la Puerta del Sol. Las campanadas sonaron en la plaza sin más presencia humana que la del artista Nacho Cano, acompañando al piano a la cantante KUVE interpretando precisamente el tema Un año más, en homenaje a los fallecidos a consecuencia de la enfermedad.

## Formatos
Diferentes formatos en los que fue publicado este sencillo:
- Sencillo de vinilo (7): Un año más.

Lado A: Un año más / 4:29.
Lado B: Por la cara (instrumental) / 3:04.
- Sencillo-promo(7): Un año más (Portada azul, edición especial 40 Principales. Se editaron dos versiones: una con un saludo impreso en español y otra en catalán).

Lado único: Un año más / 4:29.